# Ascleranoncodes dedicatus
Ascleranoncodes dedicatus là một loài bọ cánh cứng trong họ Oedemeridae. Loài này được Švihla miêu tả khoa học năm 1998.